# Municipio de Lee (condado de Cleveland)
El municipio de Lee (en inglés: Lee Township) es un municipio ubicado en el condado de Cleveland en el estado estadounidense de Arkansas. En el año 2010 tenía una población de 407 habitantes y una densidad poblacional de 3,77 personas por km².

## Geografía
El municipio de Lee se encuentra ubicado en las coordenadas 33°45′12″N 92°6′21″O / 33.75333, -92.10583. Según la Oficina del Censo de los Estados Unidos, el municipio tiene una superficie total de 108.05 km², de la cual 107,68 km² corresponden a tierra firme y (0,35 %) 0,38 km² es agua.

## Demografía
Según el censo de 2010, había 407 personas residiendo en el municipio de Lee. La densidad de población era de 3,77 hab./km². De los 407 habitantes, el municipio de Lee estaba compuesto por el 89,68 % blancos, el 7,86 % eran afroamericanos, el 1,23 % eran amerindios y el 1,23 % eran de una mezcla de razas. Del total de la población el 0,25 % eran hispanos o latinos de cualquier raza.